# Croton zavaletae
Croton zavaletae är en törelväxtart som beskrevs av Cassiano Conzatti, Jerzy Rzedowski och Al.. Croton zavaletae ingår i släktet Croton och familjen törelväxter. Inga underarter finns listade i Catalogue of Life.